# Urban Reign
Urban Reign (アーバンレイン) est un jeu vidéo de genre beat 'em up multijoueur développé par Namco sorti en 2005 pour PlayStation 2.

## Synopsis
Lorsque KG, jeune protégé d'un chef de gang réputé à Green Harbor est enlevé, une guerre des gangs éclate. Shun Ying Lee est accusée de ce rapt par Dwayne, dont KG était le protégé. Shun Ying souhaite prouver son innocence, et fait pour cela appel à Brad Hawk, un mercenaire expert au combat à mains nues. Le joueur incarne Brad, et doit lever le voile sur ce complot... à grands coups de poing et de pied de préférence.

## Système de jeu
Le jeu est un beat 'em up en vue à la 3eme personne ou l'on contrôle un personnage dont les missions consiste à se battre de façon variés contre des membres de gangs dans des environnements urbains cloisonnés. Le joueur se déplace librement dans l'aire de jeu et porte des coups avec la touche d'action. Les coups peuvent être modifiés en ajustant le stick dans certaine directions combiné avec la touche d'action. Une touche d'esquive et de contre permet au personnage de garder l'avantage dans un combat en contrant les coups adverses. Des coups spéciaux permette au joueur d'attaquer avec plus de force que la normale.
Après chaque mission accompli, le joueur peut augmenter les statistiques de combat de son personnage.  
Selon les missions, le joueur peut être assisté dans ses missions par un acolyte contrôlé par l'ordinateur.